# نظرية هامشية
النظرية الهامشية أو النظرية الجانبية (بالإنجليزية: Fringe theory)‏ هي فكرة أو وجهة نظر تختلف عن ما هو مقبول عند الباحثين الأكاديميين في مجالها. تشمل النظريات الهامشية نماذج ومقترحات من العلوم الهامشية، وكذلك أفكار مماثلة في مجالات أخرى من الدراسات الأكاديمية، مثل العلوم الإنسانية. يستخدم مصطلح نظرية هامشية بشكل شائع وبمعنى أضيق باعتباره مصطلح تحقيري، مرادفًا تقريبًا للعلوم الزائفة. يصعب بناء التعاريف الدقيقة التي تميز بين وجهات النظر الواسعة الانتشار والنظريات الهامشية الدراسات العلمية الزائفة بسبب مشكلة ترسيم الحدود بينها. كما يمكن أن تسبب بحصول مشكلات في التوازن أو بنشؤ التعادل الخاطئ عند تقديم نظريات هامشية على قدم المساواة مع النظريات المقبولة على نطاق واسع.

## تعريفات
النظرية الهامشية هي أفكار تخرج بشكل كبير عن النظريات السائدة في مجالها. هي عادة ليست رأي الأغلبية ولا رأي لأقلية محترمة. المصطلح هو بشكل عام أقرب إلى المفهوم الشائع لتعبير فرضية، أو تخمين، أو فكرة غير مؤكدة - أكثر من قربها لمفهوم النظرية العلمية الراسخة. على الرغم من أن المصطلح يستخدم غالبًا في سياق العلوم الهامشية، فقد تمت مناقشة نظريات هامش في مجالات متنوعة من الدراسات العلمية، بما في ذلك نقد الكتاب المقدس، التاريخ، المالية، القانون، والسياسة. حتى أنها موجودة في مجالات الدراسة التي هي خارج التيار الرئيسي، مثل علم التشفير الخفي  وعلم التخاطر اللغوي.

### مشكلة ترسيم الحدود
تناول الجيولوجي ستيفن داتش مشكلة ترسيم الحدود من خلال تقسيم الأفكار العلمية إلى ثلاث فئات: الهامشية، الجانبية، والمركزية، والتصنيف يعتمد على مدى تمسكها بالمنهجية العلمية ومستوى قبولها. قام مؤلفون لاحقًون بتوسيع هذه الفئات. بحسب دوشل، تعد النظرية الهامشية عبارة عن مزيج من الأفكار الجديدة المحقة والعلوم الزائفة. ويجب انتظار التحاليل لتحديد ما إذا كان سيتم تمريره إلى «نظرية جانبية» أو يجب رفضها بالكامل. 

## التكافؤ الخاطئ
تلعب وسائل الإعلام دورًا في نشر وتعميم النظريات الهامشية. من أجل تبسيط المسائل المعقدة على متابعيها، تقوم وسائل الإعلام أحيانًا بتخفيف الموضوعات المعقدة إلى موقفين ثم يضعنوهما بإطار تنافسي بين فريقين، أحدهما ضعيف مهيء ليخسر النتيجة، لتظهر النظرية وكأنها مقبولة. يقول عالم الكتاب المقدس ماثيو كولينز أن هذا التبسيط يمكن أن يكون «مضللاً، خاصة عندما تكون النظرية الهامشية البعيدة المنال، فترفع باسم الحياد والإنصاف، إلى نفس مستوى المنافس الشرعي». أصبح هذا التكافؤ الخاطئ سلوك الوسائط المرئية والمسموعة والمقرؤة. عندما نشرت صحيفة نيويورك تايمز مقالًا يدعم بشدة الموقف العلمي السائد بشأن الجدل حول الثيومرسال (علاقة التطعيم الطبي بالتوحد)، أدان آخرون في وسائل الإعلام التايمز لتصويرها علاقة التوحد المزعوم باللقاح كنظرية هامشية، ووصفوا المقال بأنه «قطعة ناجحة».
كما تنشأ قضايا التكافؤ الخاطئ في التعليم، خاصة في سياق الخلاف بين الخلق والتطور. لقد فقدت مصداقية الخلق كنظرية هامشية تشبه اللاماركية أو كوزمولوجيا صدام العوالم لمؤلفه إيمانويل فيليكوفسكي. لأن دعاة الخلق يريدون من المدارس أن تقدم فقط البديل المفضل لديه، وليس مجموعة كاملة من وجهات نظر، فقد حاولوا تصوير البحث الأكاديمي حول القضية على أنها مقسمة بالتساوي بين نموذجين فقط.